# Diazepunk
Diazepunk (estilizado como dIAZEPUNK) es una banda peruana de punk rock formada en 1999 en Lima, Perú. Conformada por Carlos García, Javier Landa, Takeshi Nakankari, Gustavo Makino y Mauricio Llona. 
La banda formó parte del movimiento chikipunk, denominado así por estar integrada por jóvenes de entre 15 y 18 años de edad. Además, permitía que artistas que no pertenecían al movimiento, como Wendy Sulca, participaran en sus canciones. Su penúltimo disco, Ciudad indiferente, fue elegido el mejor disco estrenado del 2007 según el diario El Comercio.
En el 2014, la banda dio a conocer que mediante un mutuo acuerdo entre los integrantes, la banda Diazepunk dejará de existir.
En el 2016 la banda hace su regreso definitivo haciendo un concierto en el Centro Convenciones Festiva.
En 2017 mostraron su apoyo a la comunidad LGBT compartiendo el logo de la banda con un fondo arcoiris en su perfil de Facebook, por lo que fueron criticados desde sectores homófobos. 

## Miembros
- Carlos García - voz
- Takeshi Nakankari - guitarra, coros
- Gustavo Makino - guitarra, coros
- Javier Landa - bajo
- Mauricio Llona - batería

## Discografía
- 2000 - En pepas (demo)
- 2001 - Viernes (1.ª edición)
- 2004 - Bajo en serotonina
- 2005 - Viernes (reedición)
- 2006 - Rock en el Parque (disco en vivo)
- 2007 - Ciudad indiferente[10]
- 2012 - Diazepunk
- 2018 - Pop
- 2021 - Diazepunk 20 Años (En Vivo) (disco en vivo)

## Sencillo
- 2018 - Somos la banda[11][12]

## Recopilatorios
- Ataque Punk (2004)
- Grita Sudamérica
- Compilatorio 23punk
- DVD Rock en el Parque VII